# Józef Tykociński-Tykociner

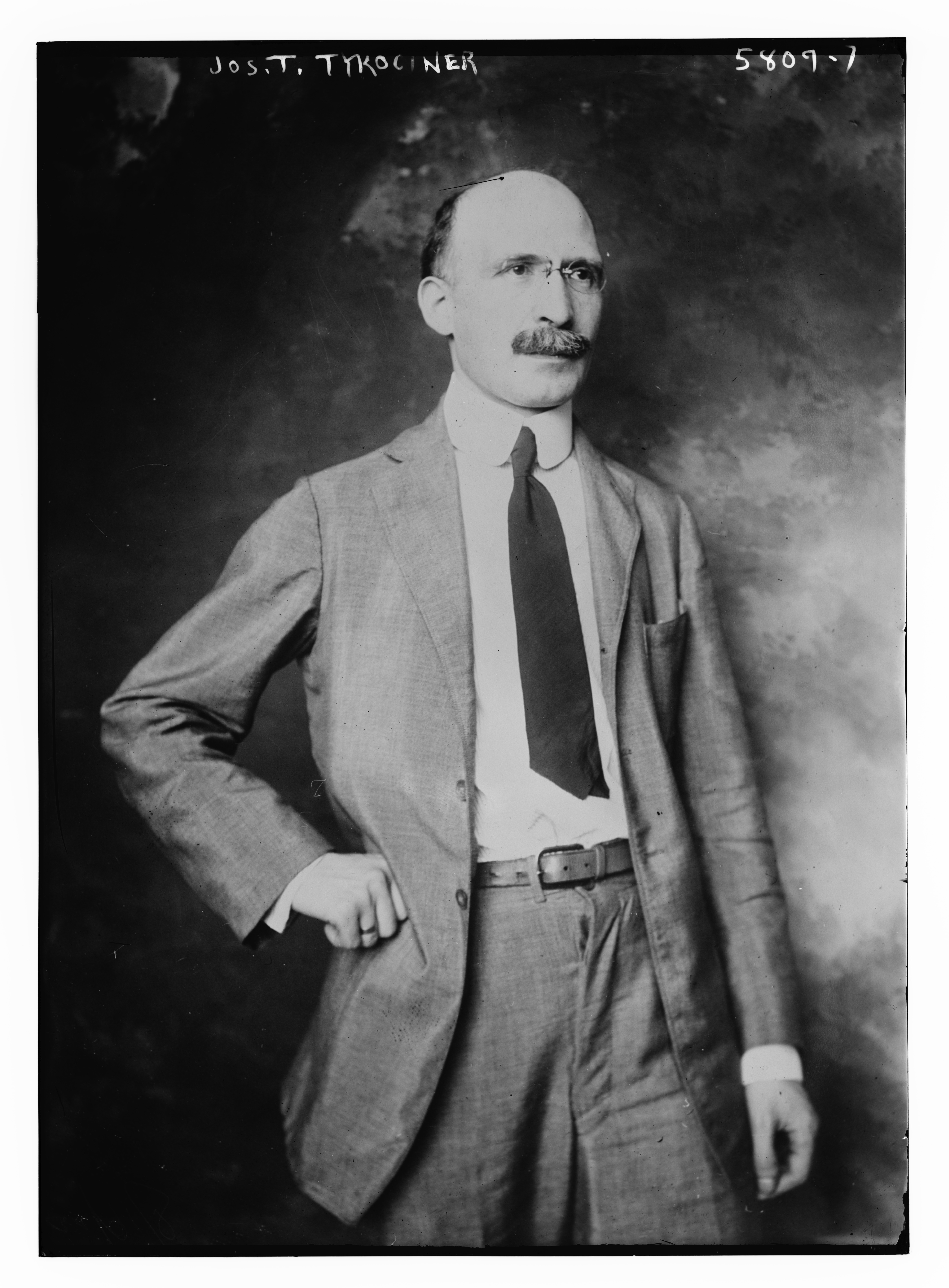
Józef Tykociński-Tykociner (1922)

Józef Tykociński-Tykociner (* 5. Oktober 1877 in Włocławek, Kongresspolen; † 11. Juni 1969 in Urbana (Illinois)) war ein polnischer Ingenieur und ein Erfinder des Tonfilms. Am 9. Juni 1922 – ein Jahr nach Sven Berglund in Schweden – führte er den ersten Tonfilm in den USA – also Bild und (optische) Lichtton-Spur auf demselben Filmstreifen und damit zwangssynchron – bei einer Konferenz im damaligen elektrotechnischen Institut in Urbana (Illinois) auf, bei dem seine Frau Helena zu sehen und zu hören ist. Obwohl Tykociner bereits einige Zeit vor seiner Aufführung ein Patent vorbereitete, wurde es durch Differenzen mit dem damaligen Präsidenten der University of Illinois, David Kinley, erst 1926 angemeldet – drei Jahre nach dem Patent des New-Yorkers Lee de Forest, der die ersten kommerziellen Tonfilme produzierte.
1931 wurde er Fellow der American Physical Society. Außerdem war er Fellow der American Association for the Advancement of Science (1930) und des Institute of Electrical and Electronics Engineers (1964).